# Polstjernan
Polstjernan var en svensk kalender som utgavs en gång om året 1885-1890. Förlagsbandet av kalendern hade en upplyst kyrka på framsidan.
Gustaf Fröding debuterade i Polstjernan 1887, om man inte räknar med hans publikationer i Karlstad-Tidningen.